# Protoplasto
Protoplasto, del griego antiguo πρωτον  (primero) + πλασσειν (moldear), inicialmente la palabra se refiere al primer cuerpo organizado de una especie. 
En biología un protoplasto es una célula de planta, bacteria u hongo que ha perdido total o parcialmente su pared celular, para lo cual se usan mecanismos enzimáticos que degradan los peptidoglicanos que la componen. Cuando se elimina totalmente la pared celular se forman protoplastos; cuando la pared sólo se elimina parcialmente se forman esferoplastos.
Los protoplastos se obtienen de bacterias Gram positiva y los esferoplastos de bacterias Gram negativa.

## Obtención y mantenimiento de protoplastos
Los protoplastos se obtienen del mesófilo de la hoja en plantas, y también a partir de suspensiones celulares.
Son mantenidos en medio de cultivo celular que permitan nutrir adecuadamente la célula; esto contempla el suministro de macronutrientes y micronutrientes, incluyendo moléculas orgánicas que sean necesarias, como vitaminas.
Estas células, al carecer del refuerzo mecánico que otorga la pared celular, quedan más proclives a destruirse por diferencias de presión osmótica con respecto al medio. En el caso de un medio hipertónico respecto al medio intracelular, se puede producir una crenación del protoplasto. A su vez, un medio hipotónico puede producir citólisis del protoplasto. Es por esto que el medio de mantenimiento debe estar ajustado de manera que no haya diferencias osmóticas significativas con las células mismas.
Así mismo, se debe controlar las temperaturas en las cuales se mantienen los protoplastos, lo cual dependerá del tipo que sean (fúngico, bacteriano o vegetal).
Adicionalmente, los protoplastos vegetales requieren un control de la luminosidad de cultivo.

## Uso de protoplastos
Se usan los protoplastos en el estudio del comportamiento de la membrana plasmática, incluyendo el ingreso de macromoléculas y virus. 
También se usan ampliamente en la transformación genética de bacterias y de células vegetales. Al estar desprovistos de pared, es más fácil introducir ADN exógeno en los protoplastos, que en las bacterias o células vegetales íntegras. De ahí que los protoplastos son ampliamente usados en ingeniería genética de Bacterias y en el estudio de la expresión temporal de genes en plantas. Por otro lado, a partir de un protoplasto se puede regenerar una planta completa usando micropropagación, una técnica moderna usada en cultivo de tejidos vegetales.
Finalmente, también se usan protoplastos en el mejoramiento genético vegetal. Para ello se usa una técnica conocida como fusión de protoplastos, en la que protoplastos de diferentes plantas se fuerzan a fusionarse para generar tejidos híbridos. De esta forma se puede generar:
- Plantas poliploides, fusionando dos plantas de la misma especie, lo que lleva a una duplicación del número de cromosomas que poseen respecto a las plantas originales.
- Plantas que posean cromosomas de distintas especies o variedades en una misma planta, a partir de la fusión de dos plantas diferentes.